# Д
Д je cirilska črka, ki se je razvila iz grške črke Δ. Izgovarja se kot d in se tako tudi prečrkuje v latinico.
Tradicionalno ime te črke je dobro (добро), v novejšem času pa se bolj uporablja kratko ime de.
| tiskano | pisano |
| ------- | ------ |
| Д д     | Д д    |

Opomba: V rokopisu in v kurzivi večina narodov piše malo črko kot д (to obliko črke vsebuje tudi večina sodobnih računalniških fontov), v srbščini in makedonščini pa je bolj v navadi oblika .